# オッズカード
オッズカードとは、日本中央競馬会 (JRA) や地方競馬の競馬場およびWINSなどに備え付けられていたオッズボックス専用の磁気式のプリペイドカードである。オッズボックスで競走成績や最新のオッズを1回10円（1度数分）で印刷出力できる。
オッズカードで馬券を購入したり、的中馬券などのコピーサービスを行うことはできない。
オッズカードはオッズボックスの近くにある自動販売機で購入できた。販売額は100円（10度数）、300円（30度数）、500円（55度数）、1000円（115度数）の4種類。500円カードと1000円カードにはそれぞれ5度数・15度数のプレミアムいわゆるおまけがついている。
GIのゴールシーンをはじめさまざまなデザインのものが販売されている。また、JRAが行う懸賞や来場記念などで入手できる非売品のカードなどは、郵便切手や野球カードのように収集趣味の対象になっていて、インターネットオークションなどでの取引が盛んである。

## オッズカードの廃止に伴う対応
2018年9月の東京競馬場を皮切りに、全国の施設へ順次設置が進められている「UMAポート」への切り替えに伴い、「オッズボックス」は「UMAポート」導入施設ではサービスを終了することとなった。これに伴い、該当施設ではオッズカードを使用できなくなるが、JRAでは残高が残っているオッズボックス用オッズカードをオッズチケットに交換する対応を実施している。

## オッズボックスの廃止とオッズチケット
前項の通り2020年中に各施設のオッズボックスが順次撤去され「UMAポート」に更新されることとなり、オッズボックスの廃止をもってオッズカードもその役目を終えることとなった。使用済みではないオッズカードは払い戻しに応じる。「UMAポート」ではUMACAを所持する者は1開催日当たり20度数分までを無償で利用出来るルールになっているが、これを使い切った後も更に利用したい者のために「オッズチケット」を販売する。2度数のチケットが10枚セットで100円で販売され、使用開始まで有効期限は存在しないが、単一チケットの1度数目を使った場合、2度数目を当日中に使わないと当該チケットの2度数目は無効となる。